# Сиппар

Древнее Междуречье

Сиппар (СИП.ПАР, шум. 𒌓𒄒𒉣𒆠, Zimbir «город птиц») — город и государство в Древней Месопотамии (современный Ирак). Находился в северной части Нижней Месопотамии, на восточном берегу реки Евфрат, в той его части, где две могучие реки этой страны, Тигр и Евфрат наиболее приближены друг к другу, выше Вавилона. Шумерские легенды говорят, что перед Великим потопом Сиппар был построен четвёртым после Ларака из пяти самых важных городов этих земель того времени. Согласно литературным записям, другими главными городами самого раннего Шумера были Эреду, Бад-тибира, Ларак и Шуруппак. Согласно Ниппурскому царскому списку в Сиппаре правил 1 мифический царь Эн-Мендуранна, общей продолжительностью 5 шаров и 5 неров (21,000 лет), после чего город был оставлен и его престол перенесен в Шуруппак. В наши дни развалины Сиппара носят название городище Телль-Абу-Хаббах. Местоположение установлено раскопками Рассама в 1880-81 г., открывшего в 30 английских милях (48 км.) от Багдада, под холмом Абу-Хабба, развалины города и знаменитого храма в честь бога солнца — Уту (Шамаша), называвшийся по-сумерийски И-баббара (дом лучезарного) и состоявший из 300 зал и помещений, в числе которых были жилища жрецов и царские покои. Рядом с помещением, в котором найдены остатки жертвенника, оказался храмовый архив и в нём документ о реставрации храма вавилонским царём Набу-апла-иддином (882 год), с историей храма, важными известиями о культе и замечательным изображением бога Шамаша на троне, с его атрибутами и с молящимися перед ним. Здесь же найден знаменитый цилиндр Набонида о реставрации храма. Кроме С. Шамаша упоминается в текстах ещё С. богини Анунит — вероятно, другой, находившийся неподалёку священный город. С библейским «Сефарваим» два С. едва ли имеют что-либо общее. С. и в позднейшее время славился своей жреческой школой халдейских мудрецов (Hipparenum лат. писателей).

## История
Из данных Бероса и шумерского текста XXI века до н. э., так называемого «Царского списка» известно, что Сиппар был одним из центров шумеров (наряду с Бад-Тибирой, Лараком (впоследствии малозначимые поселения), Эреду и Шуруппаком) ещё в «допотопные» времена. Божеством покровителем города был бог солнца Уту (акад. Шамаш).
Первоначально Сиппар был, видимо, торговым центром, удалённым от населённых шумерами областей южной и центральной Нижней Месопотамии, где наряду с торговцами шумерами селились представители кочевых и полукочевых племён. Мир и связанная с мирной жизнью торговля значили для этого торгового города больше, чем надежды на усиление политического могущества. Вот почему этот город никогда не претендовал на гегемонию ни в шумерские (за исключением «допотопного» времени, не подтвержденного, впрочем, ничем), ни в позднейшие времена. Известно несколько имён сиппарских «царей», правивших небольшие сроки в предшествующие Хаммурапи годы; однако с установлением династии этого царя Сиппар, бесспорно, становится неотъемлемой частью Вавилонии и разделяет её судьбу до самого конца. В нововавилонский (халдейский) период Сиппар упоминается в многочисленных административных и юридических текстах.

## Раскопки
Телль-Абу-Хаббах посещался в декабре 1880 года, и идентифицировался как Сиппар. Почти сразу после начала раскопок в 1881 году была открыта доска бога солнца или Абу-Хаббах доска, которая происходит из времени правления Набу-апла-иддина. В Сиппаре сохранилось больше текстов клинописи, относящихся к старо- и нововавилонским периодам, чем в каком-либо ином поселении Месопотамии, не говоря уже о важности найденных там табличек литературного содержания.

## Правители Сиппара
- Эн-Мендуранна правил - 5 шаров[3] и 5 неров[4] (21,000 лет)[5].